# 吉田譲 (漫画家)
吉田 譲（よしだ ゆずる）は、日本の漫画家。東京都出身。

## 略歴
- 2011年、まんがカレッジにて『Paradime』が入選。
- 野島伸司が原作の『NOBELU -演-』を、『週刊少年サンデー』2013年16号～2014年50号まで連載。

## 作品

### 連載
- NOBELU -演-（原作:野島伸司、『週刊少年サンデー』2013年16号 - 2014年50号、全8巻）